# Joseph Hubert
Pour les articles homonymes, voir Hubert.
Joseph Hubert est un scientifique, savant réunionnais, botaniste et naturaliste né à Saint-Benoît le 23 avril 1747 où il est mort le 19 avril 1825. Il a vécu dans ses propriétés aujourd'hui disparues à Bras-Mussard puis au Boudoir (Saint-Benoît). 

## Biographie
Il épouse en 1802 Gertrude Félicité Lebeau, dont il aura une descendance. Il est le grand-oncle de Louis Henri Hubert-Delisle, gouverneur de l'île de la Réunion.
Premier à expliquer le mécanisme des cyclones tropicaux, il a acquis toutes ses connaissances en observant la nature, et notamment le Piton de la Fournaise, dont il assura une veille.
Il a favorisé, à la Réunion, la culture du café et de la muscade. Il a par ailleurs introduit dans l’île l’ayapana, le safran oriental (curcuma). Sa plus grande gloire reste la multiplication d’un giroflier expédié par l’intendant Pierre Poivre : cette culture enrichit la Côte au vent durant un demi-siècle. Il contribua aussi à l’introduction et à la propagation de plusieurs végétaux comme le jamalac, le jamrosat, le mangoustanier, l’évi, le cacaoyer et la vanille.
Il a été l’un des créateurs du quartier de Saint-Joseph.
En 1821, il a reçu en  la médaille d’or de l’Agriculture française des mains du gouverneur Louis-Henri de Freycinet. Pour lui rendre hommage, Jean-Baptiste Bory de Saint-Vincent a nommé Hubertia ambavilla une plante appelée ambaville à La Réunion.
Un des collèges de Saint-Joseph porte son nom.

## Décorations
Chevalier de l'ordre royal et militaire de Saint-Louis en 1818.

## Annexe